# Jogos Olímpicos Pan-Americanos de 1937
Os Jogos Olímpicos Pan-Americanos de 1937 (em inglês: 1937 Dallas Pan-American Olympics), ou ainda Jogos da Exposição Pan-Americana de Dallas, em 1937, foi um evento multi-desportivo disputado na cidade estadunidense de Dallas. O evento, que ocorreu durante a Greater Texas & Pan-American Exposition - os dirigentes da Exposição consideraram que uma competição de estilo olímpico seria uma excelente forma de aumentar o interesse e a participação no evento - entrou para a história como precursor dos Jogos Pan-Americanos, apesar da pouca divulgação à época, de ter ficado escondido em meio a exposição e de ter contado com baixa adesão dos atletas. Atualmente o evento é considerado como não-oficial.

## Os Jogos
Os jogos incluíram competições de futebol, futebol americano, atletismo, maratona (todos eles de 15 a 18 de julho) e boxe (entre campeões da Argentina, Uruguai, Brasil e Estados Unidos, de 12 a 14 de agosto). Uma chama de estilo olímpico foi acesa no relativamente novo estádio Cotton Bowl, no recinto da Exposição, que foi decorado especificamente para os jogos. Uma corrida automobilística também foi considerada parte do evento. As federações atléticas amadoras de vários países também sancionaram o evento.
Vinte e uma nações participaram das cerimônias de abertura em 15 de julho, embora apenas três (a campeã Argentina, além de EUA e Canadá) tenham competido no futebol. Os eventos do Cotton Bowl atraíram multidões de 10.000, 12.000, 22.000 e 16.000. O ponto alto da pista de atletismo do estádio foi o recorde mundial de Johnny Woodruff nos 800 metros.
No boxe, os sul-americanos conquistaram cinco dos oito títulos.

## Ver Também
- Futebol nos Jogos Olímpicos Pan-Americanos de 1937
- Jogos Olímpicos Latino-Americanos